# Prenčov
Prenčov (in tedesco: Prinzdorf;) è un comune della Slovacchia facente parte del distretto di Banská Štiavnica, nella regione di Banská Bystrica.